# Estádio Olímpico Nilton Santos
Estádio Olímpico Nilton Santos, tidigare Estádio Olímpico João Havelange, är en idrottsarena i Rio de Janeiro i Brasilien. Den invigdes 2007 och användes vid olympiska sommarspelen 2016 och paralympiska sommarspelen 2016. Stadion bär, sedan februari 2017, namn efter fotbollsspelaren Nílton Santos, klubblegendar i hemmalaget Botafogo.